# Château de Courbeveille
Le château de Courbeveille était un château situé à Courbeveille, sur la lisière de la région forestière située aux confins de la Bretagne. C'était une des dix châtellenies du comté de Laval.

## Histoire
Il est construit sur les marches de Bretagne comme un grand nombre de châteaux. Il est mentionné au XIIe siècle dans le castrum curvae villae. Possession de la famille de Laval, en 1269, Guy VII de Laval reconnait à sa fille Yolande les droits sur la terre de Courbeveille. En 1292, Guy VIII de Laval donne la terre de Courbeveille à ses enfants issus de son deuxième mariage avec Jeanne de Beaumont. Son fils, André de Laval, mari d'Eustache de Beaucay, en bénéficie, puis la donne à leur fils Jean de Laval-Châtillon. 
Jean L'Enfant  reçut de Jean de Laval-Châtillon, seigneur de Châtillon, en récompense de ses services à la Bataille d'Auray (1364), la moitié des épaves de la châtellenie de Courbeveille.
Jeanne de Laval-Tinténiac, sa fille épouse Guy XII de Laval. Anne de Laval laisse Courbeveille à André de Lohéac, auquel succède son frère Louis de Laval-Châtillon.
On retrouve en 1443 et 1444 dans les aveux de Courbeveille rendus à Laval premièrement la mote et l'emplacement du chastel ancien, avec les douves d'environ, contenant une journel de terre ou environ.